# Lady in Gold
Lady in Gold ist das zweite Studioalbum der schwedischen Bluesrock-Band Blues Pills. Es erschien am 5. August 2016 über Nuclear Blast und erreichte Platz eins der deutschen Albumcharts.

## Entstehung
Ende 2014 begann die Band mit den Arbeiten an ihrem zweiten Studioalbum, dem ersten mit ihrem neuen Schlagzeuger André Kvarnström. Die Musiker ließen sich dabei im Gegensatz zum Debütalbum weniger vom Rock und Blues, dafür mehr vom Soul inspirieren. Einen großen Einfluss hatten dabei Alben wie Cosmic Truth von The Undisputed Truth sowie What’s Going On von Marvin Gaye. Die Arbeiten am Album wurden dabei immer wieder von Tourneen unterbrochen. Laut der Sängerin Elin Larsson konnten die neuen Lieder reifen und wachsen. Gitarrist Dorian Sorriaux fügte hinzu, dass die Band insgesamt sechs Monate an dem Alben arbeitete, aber nie länger als sechs Wochen am Stück. Außerdem konnte die Band keine einzige von ihrem Plattenlabel gesetzte Deadline einhalten.
Als die eigentlichen Aufnahmen begannen, war noch kein Lied fertig. Vielmehr verfügten die Musiker nur über bruchstückartige Ideen, die erst im Studio zu fertigen Liedern arrangiert wurden. Auch ältere Ideen wurden verwertet, wie zum Beispiel beim Titellied Lady in Gold, das noch aus der Frühphase der Band stammt. Gone So Long basiert wiederum auf einer Melodie, die Elin Larson unter der Dusche gesummt hat. Produziert und gemischt wurde Lady in Gold erneut von Don Alsterberg. Alsterberg ermutigte die Musiker zu Experimenten. Während der Aufnahmen verwendete die Band neue Instrumente wie Mellotron, Xylophon, Keyboard oder ein Wurlitzer Electric Piano. Letztere beiden wurden von Rickard Nygren eingespielt. Gitarrist Dorian Sorriaux experimentierte mit Fuzz- und Tremoloeffekten. Für Elin Larssons Gesang verwendete Alsterberg ein Mikrofon, um die Tiefen in ihrer Alt-Stimme besser einzufangen. Außerdem arbeitete die Band erstmals mit Chören, für die Blues Pills auf befreundete Musiker zurückgriffen.
Weitere Verzögerungen gab es, nachdem Elin Larsson unter einer Schreibblockade litt und im Studio einen Zusammenbruch erlitt. Nach einer zweimonatigen Europatournee zwischen Februar und April 2016 wurden die Aufnahmen beendet. Wie schon das Debütalbum enthält Lady in Gold eine Coverversion, dieses Mal das Lied Elements and Things von Tony Joe White. Das Mastering übernahm Hans Olsson Brookes. Das Albumcover wurde wie schon beim Debütalbum von der Niederländerin Marijke Koger-Dunham entworfen. Dabei wurde ein 50 Jahre altes Bild verwendet, das ursprünglich in Schwarz-weiß gehalten war. Für das Albumcover hat Koger-Dunham das Bild nachträglich koloriert.

## Veröffentlichung
Das Album Lady in Gold erschien auf CD, CD+DVD im Digipak, auf LP im Gatefold auf schwarzem, goldenen und transparenten Vinyl und als Download. Bei der CD/DVD-Version des Albums enthält die DVD den Mitschnitt eines Konzerts in Berlin vom 7. April 2015. Vertreten sind die Lieder High Class Woman, Ain't No Change, Bliss, Dig In, No Hope Left for Me, Devil Man, Black Smoke, Little Sun, Astralplane, Elements and Things und Black Smoke. Über den Onlineshop von Nuclear Blast wurden LP-Versionen in vier weiteren Farben angeboten. Darüber hinaus erschien das Album in zwei in zwei limitierten Box-Sets. Diese enthalten das Album im CD/DVD-Digipak, ein Poster, eine Picture Disc, eine 12-Zoll-Fotokarte sowie eine Blues-Pills-Vinylbürste. Das zweite Box-Set enthält zusätzlich das Albumcover im Keilrahmen.
Für das Titellied wurde ein Musikvideo gedreht, bei dem Johan Bååth Regie führte. Ein zweites Musikvideo wurde für das Lied I Felt a Change erstellt. Das deutsche Magazin Rock Hard veröffentlichte mit der Augustausgabe die exklusive CD Golden Treasures. Neben den Liedern Lady in Gold und Elements and Things vom neuen Album enthält die CD das Lied Bliss von der gleichnamigen EP sowie die Liveversionen der Lieder High Class Woman, Ain’t No Change, Dig In, Black Smoke und Devil Man. Diese Lieder wurden beim Auftritt der Blues Pills beim Rock Hard Festival im Jahre 2014 mitgeschnitten.

## Hintergrund
Der Albumtitel wurde von der US-amerikanischen Horror-Fernsehserie American Horror Story inspiriert. Die titelgebende Dame in Gold steht dabei für den Tod. Sängerin Elin Larsson wollte das Thema aus einer anderen, weiblichen Perspektive betrachten, da der Tod ansonsten nur als eine männliche Person, z. B. durch den Sensenmann dargestellt wird. Der ursprüngliche Arbeitstitel des Albums lautete Psychological Prison nach einer Zeile aus dem Lied Little Boy Preacher. Diese Idee wurde jedoch verworfen, da der Titel zu negativ klingen würde.
In dem Titellied geht es darum, dass jeder Mensch irgendwann sterben muss und dass die Menschen nicht in Furcht vor dem Tod leben sollen. Little Boy Preacher handelt von einem kleinen Jungen, der als neuer Messias verehrt wird. Autobiographisch ist das Lied Burned Out, da die Musiker sich laut Elin Larsson nach den vielen Touren und Aufnahmen ausgebrannt fühlten. Gone So Long befasst sich mit den Gefühlen von Menschen nach einer Trennung. Bad Talkers handelt von Menschen, die laut Larsson ihre Zeit damit „vertrödeln“, andere Menschen u. a. im Internet schlechtzumachen, was sie als sinnlos bezeichnet.
Mit dem Lied You Gotta Try feiert die Band das Singen und die Musik als Dinge, die Menschen glücklich machen. Laut der Sängerin Elin Larsson soll das Lied allen Menschen, die kein gutes Leben haben, zeigen, dass sie eines Tages glücklich sein werden. Won’t Go Back ist einer Freundin von Elin Larsson gewidmet, die mit ihr einige nach eigener Aussage schreckliche Dinge durchmachen musste. Das Lied handelt von einer missratenen Beziehung.

## Rezeption

### Rezensionen
Das deutsche Magazin Metal Hammer kürte Lady in Gold zum Album des Monats. Laut Ben Klein „beweisen die Musiker ein Höchstmaß an Musikalität, Schöpfertum und kompositioneller Qualifikation“. Das Album besitze ein „maßloses Aufkommen von Seele, Herz und Groove, die in der industriell gesteuerten Musik-Branche selten geworden sind“, wofür Klein sechs von sieben Punkten vergab. Auch im deutschen Magazin Rock Hard wurde Lady in Gold zum Album des Monats. Laut Boris Kaiser stellt die Band ihrem Debütalbum einen „ebenbürtigen Nachfolger an die Seite“. Das Album sei „emotional, aber nicht kitschig, selbstbewusst, aber nicht prätentiös, den Traditionen verpflichtet, aber nicht rückwärtsgewandt“. Kaiser kritisierte aber auch den „missratenen Mix“ von Produzent Alsterberg und vergab neun von zehn Punkten.
Kritischer zeigte sich Toby Schaper vom deutschen Magazin Visions. Die Band sei aufgrund der leichten stilistischen Verschiebung zwar „der Falle entgangen, einen lauen Aufguss ihres Erfolgsalbums zu präsentieren“. Allerdings kritisierte er, dass bei der Band „die Unbefangenheit des Debüts auf der Strecke geblieben ist“. Schaper vergab acht von zwölf Punkten.

### Chartplatzierungen
| ChartsChartplatzierungen     | Höchstplatzierung | Wochen |
| ---------------------------- | ----------------- | ------ |
| Deutschland (GfK)            | 1 (7 Wo.)         | 7      |
| Österreich (Ö3)              | 12 (4 Wo.)        | 4      |
| Schweden (GLF)               | 27 (2 Wo.)        | 2      |
| Schweiz (IFPI)               | 2 (5 Wo.)         | 5      |
| Vereinigtes Königreich (OCC) | 31 (1 Wo.)        | 1      |

### Auszeichnungen
Das deutsche Onlinemagazin Metal.de setzte Lady in Gold in ihrer Liste der besten Album des Jahres 2016 auf Platz 15. Bei den Metal Hammer Awards 2017 wurde Lady in Gold in der Kategorie Bestes Album nominiert. Der Preis ging allerdings an Heaven Shall Burn für das Album Wanderer.